# Jean-Pierre Desthuilliers
Jean-Pierre Desthuilliers, né le 22 octobre 1939 à Versailles et mort le 6 décembre 2013 à Paris, est un écrivain et poète français.

## Biographie
Jean-Pierre Desthuilliers fait des études secondaires au lycée Albert-de-Mun en section latin-grec, à l'école du Gai Savoir de Michel Bouts, puis au lycée mixte de Meaux, actuellement lycée Henri-Moissan, en section classique puis mathématiques élémentaires. En 1956, il entre en classes préparatoires aux grandes écoles au lycée Henri-IV, où il a comme professeurs Jean Itard et Émile Riche. Il est ingénieur ENSICA promotion 1962.
Il fait une première carrière comme ingénieur et cadre dans l'industrie, à Nord-Aviation où il travaille sur l'avion Transall, puis à la Compagnie des Freins et Signaux Westinghouse à Sevran où il dépose plusieurs brevets d'invention sur des systèmes de fluidique, puis chez Rank Xerox France, et enfin chez Bernard Moteurs, alors filiale de Renault.
Puis il siège dix ans au comité de direction d'une société privée concessionnaire d'un service public, Cofiroute, où il définit et met en place l'ensemble des systèmes de monétique et péage. Il est ensuite manager-associé chez Bossard Consultants où il contribue à développer la sociodynamique sous la direction de Jean-Christian Fauvet et crée un département d'innovation pédagogique.
En 1992, il fonde un cabinet-conseil en ingénierie pédagogique installé à Boulogne-Billancourt.
Il commence à écrire en 1954, encouragé par le poète Jehan Despert qui le publie dans ses Cahiers de l'Île-de-France et lui ouvre les colonnes du Figaro.
Il assurait depuis 1959 des fonctions associatives culturelles, en particulier :
- de 1962 à 1974 à la Maison des Jeunes et de la Culture, puis au Centre culturel de Chelles où il travailla entre autres avec Michel Heim ;
- de 1978 à 1983 à l'ACILECE, créée autour de Maurice Fombeure ;
- de 1983 à 2013 à La Jointée, association éditrice de Jointure dont il fut cocréateur avec, en particulier, Jacques Arnold[8], Georges Friedenkraft, Daniel Sauvalle et quelques autres poètes, et dont il est pendant de nombreuses années président-trésorier ; il était directeur de publication de Jointure ;
- de 2004 à 2013 au théâtre Aire-Falguière dont il était administrateur.

Il était sociétaire de la Société des poètes français.
Par ailleurs, à côté de son activité professionnelle et de son travail littéraire, Jean-Pierre Desthuilliers était engagé dans plusieurs formes d'action politique et sociale, en particulier :
- de 2002 à 2008 comme conseiller de quartier de sa commune de résidence, Boulogne-Billancourt[9] ;
- comme l'un des acteurs, représentant des diplômés de l'ENSICA, du processus de rapprochement entre SUPAERO et l'ENSICA ayant abouti à la création de l'ISAE en 2007, puis de la fusion de leurs deux associations d'anciens élèves[10], aboutissant à la création de l'Amicale ISAE, dont il était administrateur, et responsable de la communication. Il fut également membre du comité directeur du Club Dirigeants de l'association, l'ISAE Executive Club, et a, à ce titre, assuré la responsabilité rédactionnelle du Livre Blanc publié en avril 2011 sous le titre réinventer le métier d'ingénieur pour en revaloriser le rôle dans la société[11].

Il meurt le 6 décembre 2013.

## Œuvres

### Poésie
- Ouvrages publiés
  - Le cristal opaque[12],[13], (1974), crayons originaux de Tardivo[14], éditions Saint-Germain-des-Prés, collection Miroir oblique. Cet ouvrage, épuisé chez l'éditeur, est maintenant publié sous Licence Art Libre sur le site Culture libre[15], sans les illustrations et avec une introduction
  - L'arbre parole[12],[16],[17] (1979), dessins au trait d'Odile Damon-Leclerc, éditions José Millas-Martin, collection Grand Fond. Cet ouvrage, épuisé chez l'éditeur, est maintenant publié, également sous Licence Art Libre sur le site Culture libre[18], sans les illustrations
  - Le sculpteur d'eaux, (1987), préface de Jacques Arnold, postface de Michel Martin de Villemer, suivi de Travaux d'un sculpteur d'eaux, Prix Jacques Normand de la Société des gens de lettres
  - La vigne adamantine (1999)
  - L'opéra des tarots dorés, pré-publication partielle dans Soif de mots, tome 7, éditions du Brontosaure, janvier 2000[19]
- Collaboration occasionnelle ou régulière à de nombreuses revues :
  - Les cahiers de l'Île-de-France, de Jehan Despert
  - La revue de l'ACILECE[20]
  - Jointure[21],[22]
  - Saraswati, direction Silvaine Arabo
  - Phréatique, direction Gérard Murail
  - Envols, Éditions du Vermillon, Ottawa, Ontario, Canada – direction Hédi Bouraoui et Jacques Flamand
  - Les cahiers de l'Alba, direction Mireille Disdero et Alain Castets
  - Le Cerf-Volant, revue de l'A.S.A.L.A., direction Jean Colin
  - Salon Orange, direction Nadine Najman
  - Portulan, direction Martine Rigo-Sastre,
  - Paysages écrits, la revue numérique de Sanda Voïca et Samuel Dudouit[23]
  - L'Agora, revue de la Société des Poètes Français
  - Poésie-sur-Seine, direction Pascal Dupuy
- Présence dans des anthologies[24]:
  - Poètes de Paris et de l'Île-de-France, éditions de la Revue Moderne, Paris 1957
  - Perspectives Spirituelles, éditions Regain, Monaco 1987
  - Jointhologie, invitation au voyage, éditions La Jointée, Perpignan 1990
  - Eros en Poésie, Librairie Galerie Racine, Paris 2002, avec la participation du site Écrits...vains?
  - ZORNproject, écriture et schizophrénie, livre numérique distribué par le réseau ePagine, mars 2012[25],[26]

### Préfaces et autres paratextes[27]
- Préface du roman posthume de Michel Bouts : Sang Breton, et notice bibliographique détaillée de l'auteur
- Préface de l'anthologie constituée par Joseph Ouaknine sur le thème des oiseaux : Savez-vous parler cui-cui ?
- Postface de l'ouvrage de Francine Caron : Parcs et lunaparks de Paris, 150 haïkus écolo-ludico-bucoliques
- Préface du recueil de poèmes en prose de Christine Guilloux : Passages
- Préface du livre de poésie de Patricia Laranco : Lointitude
- Préface, et index des mots rares et insolites de l'ouvrage de Michel Martin de Villemer : Morgeline pour ma veuve
- Préface de l'ouvrage collectif dédié à René Rougerie Du côté de chez René Rougerie, un amour fou de poésie
- Préface de l'ouvrage collectif Renaissance de la Maison des Ormes, supervision avec Christine Guilloux

### Critiques, lectures et comptes-rendus
- Deux contributions à l'ouvrage collectif Emmanuel Lochac, ses visages et leurs énigmes, 1994 :
  - Le choc Lochac
  - à propos des Sixains de persévérance
- Essai critique sur le livre Le Miel de l'abîme de Marc Alyn, in Jointure no 68, printemps 2001
- Lecture reconstructive[28] du recueil L'Épissure des mots de Marc-Williams Debono, in Jointure no 90, septembre 2009

### Essais et articles
- Comment lit-on Rimbaud, quand on a dix-sept ans ?, in Les cahiers de l'Alba, numéro 6-7 dédié à Arthur Rimbaud, second semestre 2005, pages 101 à 106
- Triangulation de la perception : le biface et l’os de seiche, in Plastir no 15, juin 2009[29]
- Jacques Bergier, scifique et scientifique, in Jacques Bergier. Une légende… un mythe, livre d’hommages coordonné par Claudine Brelet, Éditions de l’Harmattan, Paris, 2010 [30]
- De la plasticité de la langue à la plasticité dans la langue, in Plastir no 30, juin 2013[31]

### Contributions à des ouvrages édités
- Le Go, modèle littéraire, in Le Go aux sources de l'avenir, de Pascal Reysset, Éditions Chiron, Paris 1992 : pages 130 à 133[32].
- Déléguer, voyage au cœur de la délégation, de Stéphanie Savel, Jean-Pierre Gauthier et Michel Bussières, collection de l'Institut Manpower, Éditions d'organisation, Paris 2000 : pages 128 et 129, 246 et 247, 332[33].
- Réinventer le métier d'ingénieur pour en valoriser le rôle dans la société, sous étiquette de l'ISAE Executive Club, le Club des dirigeants de l'Amicale ISAE Supaero Ensica[34].

### Édition et action poétique
- Direction de la collection littéraire Les œuvres jointes[35]
- Création et animation d'ateliers d'écritures[36] et de spectacles poétiques
- Organisation et animation du colloque A la découverte d'Emmanuel Lochac, au Cercle Aliénor[37] en avril 1986
- Coréalisation, avec le philosophe Bruno Picot, du cédérom Henri Landier ou la cohérence d'une œuvre
- Création et webmestrance de sites consacrés à des écrivains et poètes :
  - Nicole Louvier, Nicole Louvier, femme libre, poète, musicienne et romancière
  - Jacques Arnold, Jacques Arnold, poète, érudit et critique
  - Jacques Bergier, Jacques Bergier, scientifique, scifique et écrivain
  - Elie-Georges Berreby, romancier, auteur dramatique, sculpteur